# M Resort Spa Casino
M Resort Spa Casino – luksusowy hotel butikowy i kasyno w Henderson, w amerykańskim stanie Nevada. Stanowi własność korporacji Penn National Gaming.
Obiekt, położony na 36 hektarach ziemi, składa się z hotelu butikowego o 390 pokojach i apartamentach, a także kasyna o powierzchni 8.500 m².
W 2009 i 2010 roku M Resort wyróżniony został prestiżową nagrodą czterech gwiazdek Forbesa.

## Historia
Anthony Marnell III, syn Tony'ego Marnella (właściciela Marnell Corrao Associates), wykupił ziemię pod budowę obiektu za kwotę 240 milionów dolarów. 26 kwietnia 2006 roku korporacja MGM Resorts International ogłosiła, że zainwestuje w tej projekt, przeznaczając na ten cel 160 milionów dolarów. Całkowity koszt budowy M Resort wyniósł w sumie miliard dolarów. Za niemalże wszystkie aspekty projektu i konstrukcji kompleksu odpowiadała Marnell Corrao Associates. 
Uroczystość oficjalnego otwarcia M Resort miała miejsce 1 marca 2009 roku.
8 października 2010 roku dług M Resort został wykupiony przez korporację Penn National Gaming za 390.5 milionów dolarów. Kwota ta wykorzystana została do spłacenia 230.5 milionów dolarów długu u Bank of Scotland, a także 160 milionów dolarów wkładu inwestycyjnego MGM Resorts International.

## Elementy M Resort
W skład M Resort wchodzą:
- hotel butikowy z 390 pokojami i apartamentami,
- kasyno o powierzchni 8.500 m²,
- 5.600 m² przestrzeni konferencyjnej,
- 7 restauracji i 6 barów,
- spa i salon piękności,
- technologia wykorzystująca system dotykowy Crestron,
- prywatna piwnica z winem i pokój do kosztowania wina,
- plac rozrywki i strefa basenowa o powierzchni 9.300 m²,
- hotelowe samochody Mercedes Maybach.

## Choinka
Z okazji Świąt Bożego Narodzenia w 2009 roku, w M Resort wystawiona i przybrana została najwyższa wówczas choinka na terenie Stanów Zjednoczonych. Światełka na 33–metrowym drzewie rozbłysnęły 12 grudnia 2009 roku podczas specjalnej ceremonii.